# مهياوة
مهياوة كذلك تسمى  «مِشاوَة» في بعض دول الخليج، هي أكلة شعبية مشهورة في جنوب غرب وفي جنوب إيران وبعض دول الخليج العربي. قد تسمى باسماء متشابهة مثل: مَهوه، مهياوه، ومِشاوَة.
هي صلصلة ثقيلة أو خائرة لونها رمادي مخضر. ويذكر أن اكتشاف هذه الأكلة يعود إلى العالم الإسلامي ابن سينا.
تصنع المهياوة من سمك المتوت الصغير الذي لا يتجاوز حجمه 10 سم، يجفف في الشمس ويطحن مع الخردل ويعجن ويضاف إليه حبة حلوة وكمون وقليل من الطحين مع الملح ويرش عليه قليل من ماء الورد والليمون ويصبح سائلاً ثقيلاً لذيذ الطعم، بعضها يعرض لـالشمس ليصبح طعمه ألذ ويؤكل بعدها مع الخبز.

## فوائد المهياوة
تحتوي المهياوة على مادة الفسفور والكالسيوم بالإضافة إلى العديد من الفيتامينات. ومن فوائده أيضاً يخفف من آثار الربو الشعبي ويزيد من القوة الذهنية.ويسمى السمك غذاء العقل. وأيضا دلت الأبحاث انه السمك غذاء الدماغ لما يحتوي عليه من نسب عاليه من البروتين زيت السمك له مقدرة على تخفيف آلام الروماتيزم وخشونة المفاصل وكذلك يحتوي على فيتامين (د).
كذلك من فوائده يخفف من خطر التسمم بالمواد السامة مثل الزئبق. يقلل نسبة احتمال الوفاة نتيجة أمراض القلب بنسبة %30 ، يخفف أعراض التهاب المفاصل الرئوي، يخفف آلام الصداع النصفي، يمنع الأورام السرطانية وقد جرب على الحيوانات المخبرية ينظم عمل المادة المضادة للالتهابات.

## مكونات ومقادير
كيلو سمك متوت (سمك صغير) جاف ويفضل ان يجفف بالشمس، ربع كيلو كزبره حب (يشوح بالمقلاة إلى ان يصبح لونه يميل إلى البني قليلا) ، ربع كيلو حبه حلوه (يانسون) ، ربع كيلو خندل (خردل) ، 3 لتر ماء، و2 كوب ملح خشن وكوب خل أبيض، كوب واحد كمون مطحون، ونصف كوب عصير الليمون.
الطريقة: يزال رأس السمك، ثم يطحن السمك مطحون ناعم، تم يضاف لها البهارات (الكمون واليانسون والكزبرة والخردل ومطحون ناعم أما الخردل يضاف لها بدون طحن ) يحضر القدر ويوضع فيها الماء والخل وعصير الليمون والملح حتى يسخن بدون غليان ويضاف لها السمك مع البهارات ويحرك لمدة 7 دقائق ثم يترك ليبرد ويصب في برطمان ويغطى بقطعة قماش نظيف ويغطى بغطاء البرطمان بدون إحكام ويترك في الشمس من إسبوعين إلى 3 اسابيع وكل ثلاثة أيام يحرك بملعقة خشبية، بعد انتهاء المدة يترك الخليط في مكان البارد ويستخدم.

## معرض الصور

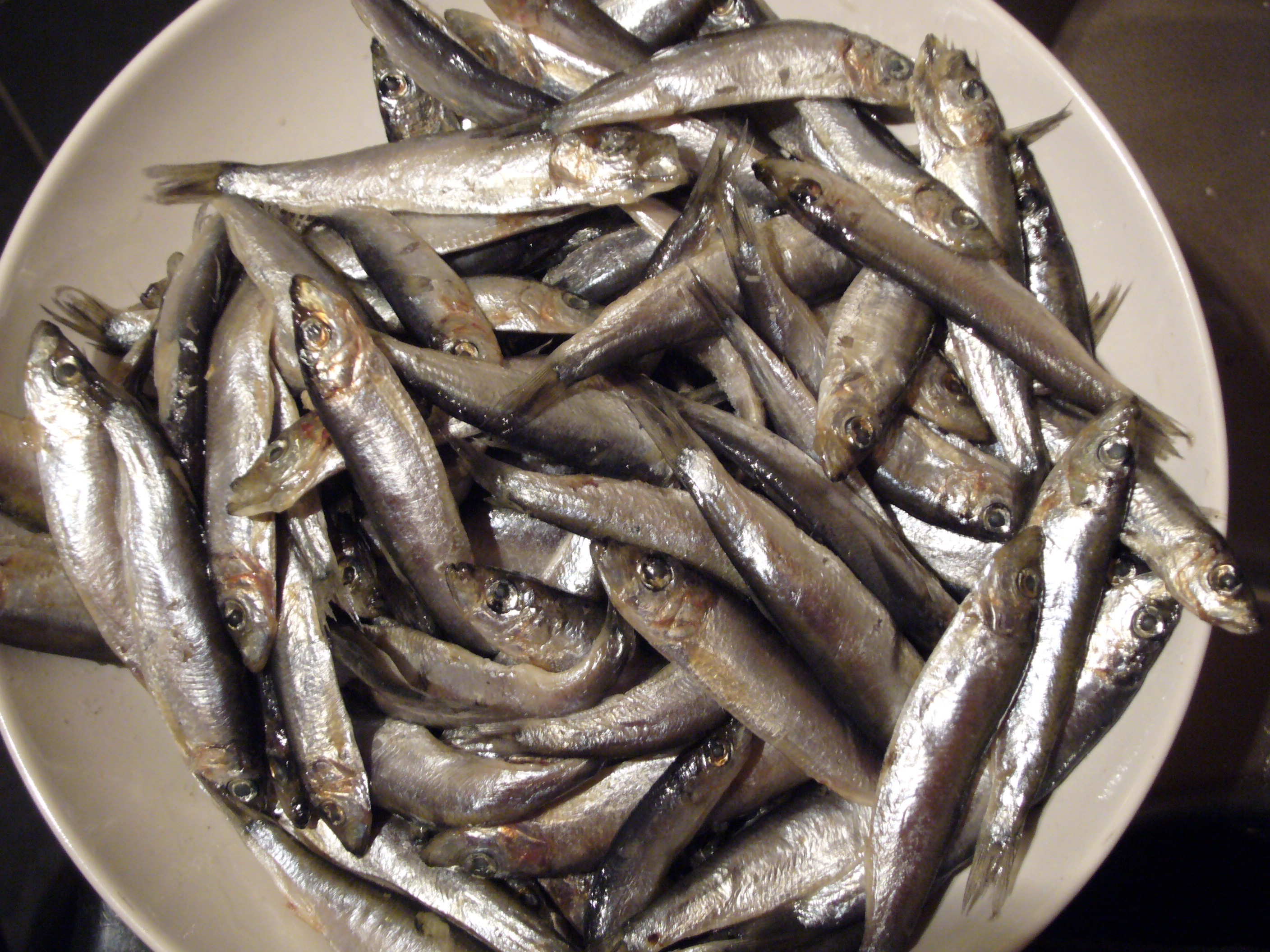
سمك متوت (سمك صغير)
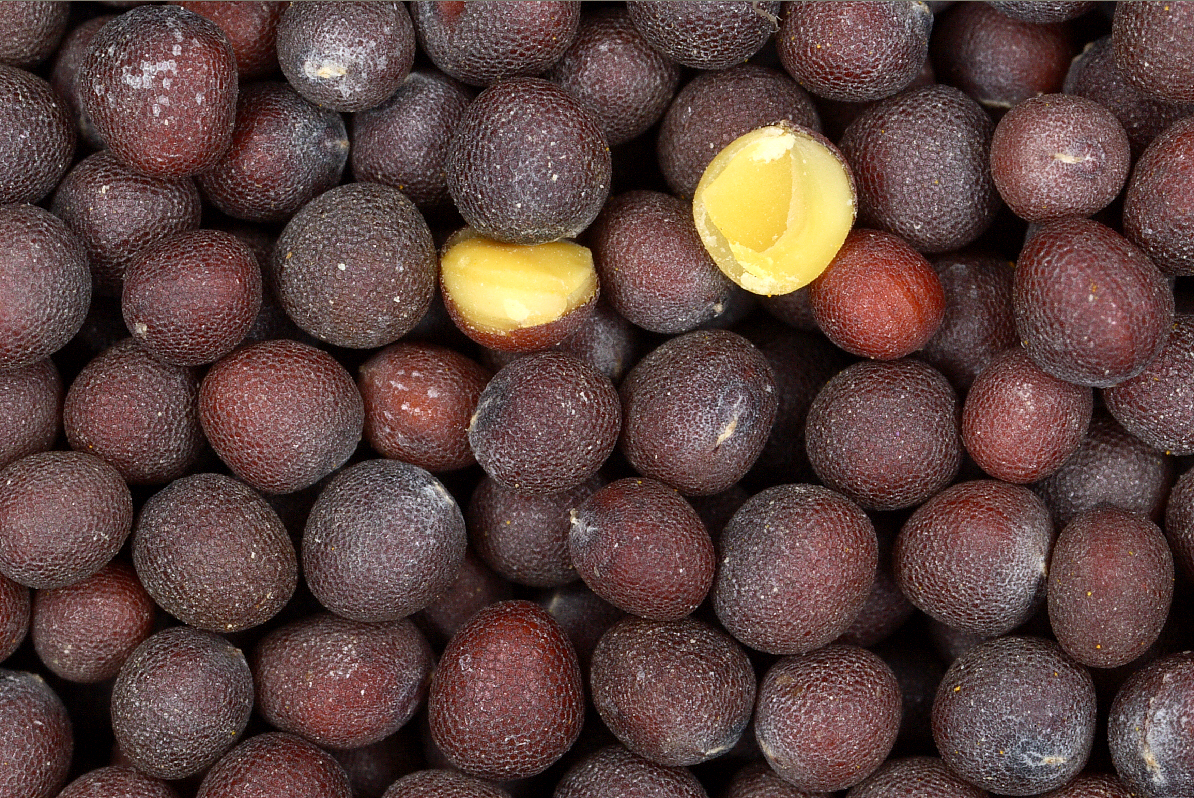
بذور الخردل الأسود
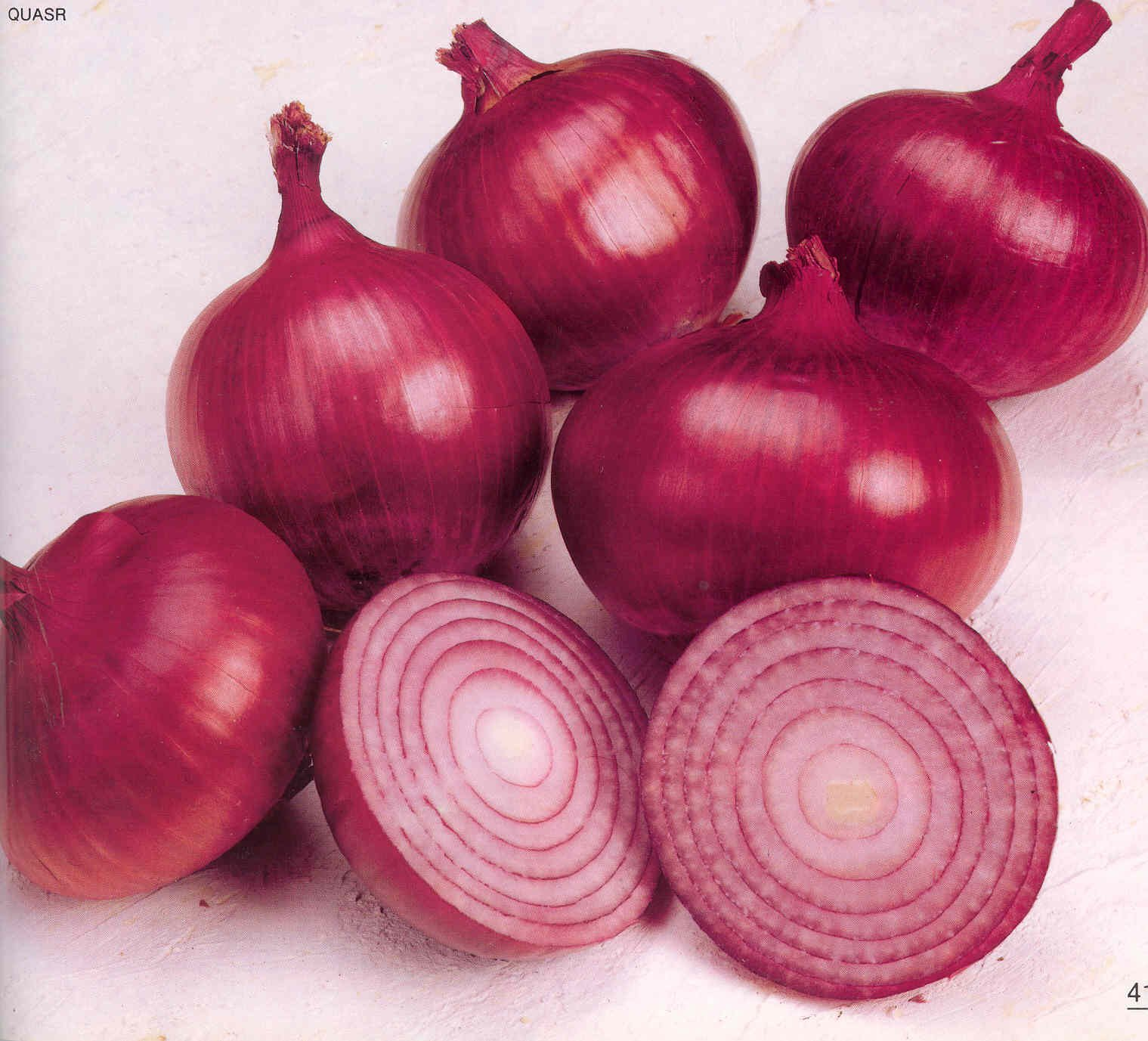
بصل (بصل هندي احمر )
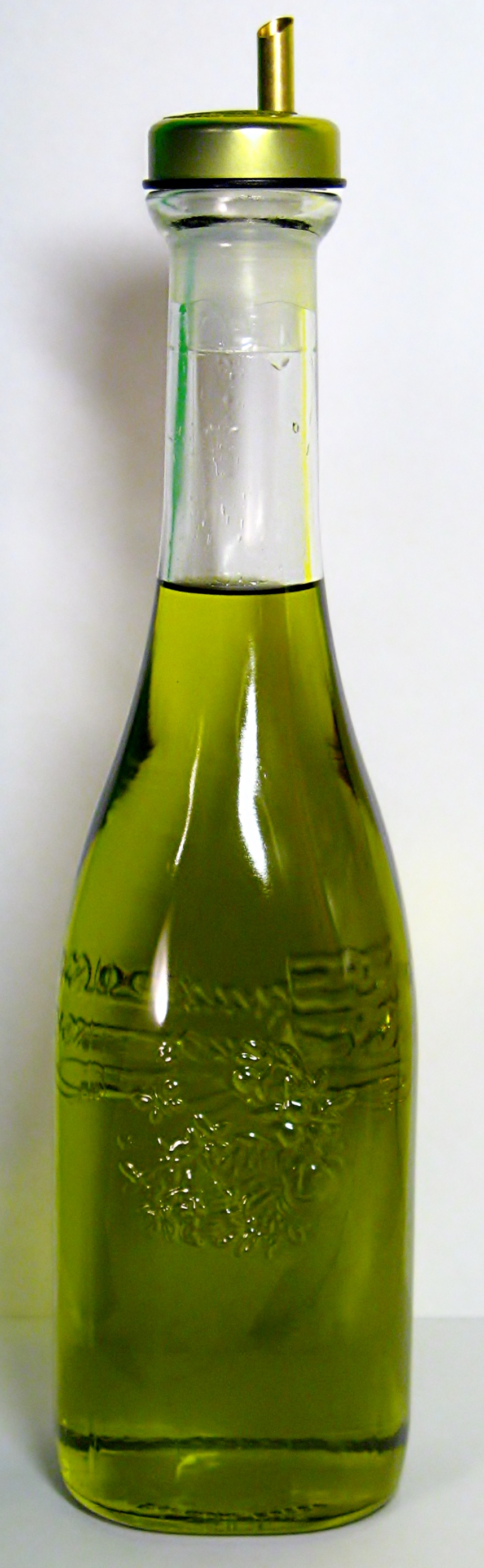
زيت (دهن)